# Bernd Hahn (Künstler)
Bernd Hahn (* 12. Mai 1954 in Neustadt in Sachsen; † 10. März 2011 in Burgstädtel bei Dohna) war ein deutscher Maler, Grafiker und Fotograf.

## Leben
Bernd Hahn machte von 1970 bis 1973 eine Lehre als Baufacharbeiter mit Abitur. Von 1975 bis 1979 studierte er an der Hochschule für Bildende Künste Dresden Malerei und Grafik bei Jutta Damme und Günter Horlbeck, verließ die Hochschule jedoch vor dem Abschluss. Von 1979 bis 1981 war er als Friedhofsarbeiter tätig. 1981 erfolgte die Aufnahme als Kandidat in den Verband Bildender Künstler der DDR, seitdem arbeitete er freischaffend in Dresden.
Mit seinen Studienfreunden Anton Paul Kammerer, Andreas Küchler und Jürgen Wenzel gründete er 1984 die Werkstattgemeinschaft und Künstlergruppe B 53 („Grafikwerkstatt B 53“), benannt nach der Bürgerstraße 53. Gemeinsam betrieben sie das Atelierhaus mit angeschlossener Druckwerkstatt. Jährlich wurde die Grafikmappe Edition B 53 herausgegeben, dazu Künstlerbücher, graphische Einzelblätter und Leporellos. Bis 2004 erschienen grafische Arbeiten von 50 Künstlern in der Grafikwerkstatt.
Nach 1990 wurde er mit seinem Schaffen weit über Dresden hinaus bekannt und gewürdigt, so erhielt er 1990 ein Stipendium der Niedersächsischen Sparkassenstiftung und hatte 1993 einen Arbeitsaufenthalt in Jerusalem und Tel Aviv. 1994 hielt er sich mit einem Stipendium der Deutschen Akademie Villa Massimo in Rom auf. 1994 wurde er Mitglied im Deutschen Künstlerbund.
Ab 1998 wohnte und arbeitete er im eigenen Wohn- und Atelierhaus in Burgstädtel am Stadtrand von Dresden, wo auch Anton P. Kammerer und Jürgen Wenzel Atelierhäuser besaßen. Von 2002 bis 2003 hatte er eine Gastprofessur an der Hochschule für Bildende Künste Dresden inne. 2011 verstarb er nach schwerer Krankheit in Burgstädtel.

„Schon während der Studienzeit an der Hochschule für Bildende Künste Dresden entwickelte Bernd Hahn seinen vom Gegenstand entfernten, abstrakten Stil. Zu seinen grossen Vorbildern gehörte der Dresdner Konstruktivist Hermann Glöckner, mit dessen Werk er sich intensiv auseinandersetzte.“

„H. malt abstrakte und häufig mehrteilige Komp[ositionen]., wobei oft monochrome, archit[ektonische].- bzw. geometrisch-konstruktive Farbflächen mit expressiv-gestischem Farbauftrag, z. T. aber auch mit kalligraphisch-linearen bzw. zeichenhaften Bildelementen oder Streifen kontrastieren.“

## Arbeiten im öffentlichen Besitz
- Kupferstichkabinett Dresden und Berlin
- Kunstsammlung Frankfurt/Oder
- Kunstsammlung Neubrandenburg
- Museum der bildenden Künste Leipzig
- Niedersächsische Sparkassenstiftung Hannover
- Lindenau-Museum Altenburg
- Regierungspräsidium Stuttgart
- Stiftung Frauenkirche Dresden
- Sammlung Ritter Mannheim
- Villa Massimo Rom
- Sammlung des Bundes Bonn
- Neue Nationalgalerie Berlin
- Landeszentralbank Sachsen/Thüringen Leipzig
- Kunstfonds des Freistaates Sachsen[2]

## Ausstellungen (Auswahl)
- 2024: Leonhardi-Museum Dresden, Personalausstellung[4]
- 2018:	Leonhardi-Museum Dresden, Ausstellungsbeteiligung
- 2016:	Grafikmuseum Bad Steben
- 2016:	Martin-Gropius-Bau Berlin – Gegenstimmen
- 2014:	Galerie Alte Schule, Ahrenshoop
- 2013:	art+form Dresden – Poesie der Geometrie[2]
- 2013: Städtische Galerie Dresden – Bernd Hahn: Malerei und Zeichnung[5]
- 2011:	Einnehmerhaus Freital
- 2010:	Kulturrathaus, Dresden / Galerie am Blauen Wunder, Dresden
- 2008: art+form Dresden, Künstlergruppe B53 – Malerei–Grafik–Fotografie
- 2008:	stamm.GALERIE, Kaufungen
- 2008:	Galerie am Sachsenplatz, Leipzig (auch 2004, 1999)
- 2007:	Kunstverein Meißen
- 2001:	Neuer Sächsischer Kunstverein, Dresden
- 2001:	Leonhardi-Museum Dresden
- 2001: Galerie refugium, Berlin – Geometrie der Poesie[6]
- 2000:	Kunstsammlung Neubrandenburg
- 1995:	Kunstraum MI Posselt, Bonn[7]
- 1995: Galerie refugium, Rostock[7]
- 1994:	Galerie Beatrix Wilhelm, Stuttgart
- 1994: Kunsthalle Tübingen (mit A. P. Kammerer und J. Wenzel)
- 1991:	Kunstverein Gifhorn / Kunstverein Osnabrück
- 1990:	Galerie erph, Erfurt (auch 1987)
- 1988:	Galerie Oevermann, Frankfurt am Main (auch 1991, 1993)[8]
- 1988:	Niedersächsische Sparkassenstiftung, Wanderausstellung
- 1987: Kunstausstellung Erfurt
- 1985: Bezirkskunstausstellung Dresden[2]